# 特別永住者
特別永住者（とくべつえいじゅうしゃ、英語: Special permanent resident）とは、平成3年（1991年）11月1日に施行された日本の法律「日本国との平和条約に基づき日本の国籍を離脱した者等の出入国管理に関する特例法」により付与された在留の資格の保有者。法定特別永住者とも言う。平和条約国籍離脱者(1945年9月2日以前から日本国籍で日本列島在留者)と、その直系卑属の中で日本国内出生後も継続在留する者に与えられた資格を持つ者。

## 概説
日本の降伏文書の調印日である1945年(昭和20年）9月2日以前から、引き続き日本内地に居住している平和条約国籍離脱者（朝鮮人及び台湾人）とその子孫を主に対象としているが、朝鮮・韓国系の特別永住者には、戦後の密航者も多く含まれる。
第二次世界大戦終結後、日本の統治下にあった朝鮮半島は、ヤルタ協定によって連合国に分割占領され、後に大韓民国および朝鮮民主主義人民共和国として独立し、同じく日本の統治下にあった台湾は中華民国となった。そして、日本国との平和条約（いわゆるサンフランシスコ平和条約）によって、日本がそれらの国または地域の独立を認めるに際して、法務府民事局長から「平和条約の発効に伴う朝鮮人台湾人等に関する国籍及び戸籍事務の処理について」と題する通達が出され、それらの国家の主権が及ぶべき法的地位にあると認められる者は、講和条約の発効（1952年（昭和27年）4月28日）と伴に、一律に日本国籍を喪失する取扱いとなった（日本国籍者で居続けるか、朝鮮籍・中華民国籍に戻るかの選択肢は、当事者に与えられなかった）。
そして、日本国政府は、これら国籍離脱者の関係国への送還を、GHQや韓国政府などと調整していた経緯があるが、受け入れられず、「かつて日本国籍を有していた外国人」を協定永住許可者として、在留資格を認めた（一般的な永住資格を持つ外国人である永住者とは異なる）。中長期在留者に在留カードが交付されるのに対して、特別永住者には特別永住者証明書が交付される（特例法第7条）。
2024年末時点での特別永住者の実数は、27万4023人であり、2024年末時点の国籍別では韓国および朝鮮が27万560人と98.8%を占める。
- 特別永住者は、三大都市圏の10都府県に集中しているのが特徴で、近畿圏（大阪・兵庫・京都の3府県）に45%、首都圏（東京・神奈川・埼玉・千葉の4都県）に22%、中京圏（愛知・三重・岐阜の3県）に10%が居住している。三大都市圏を合わせると実に77%が、これらの地域に集中している（詳細は以下を参照）。

### 経緯
一般永住者とは異なる枠の「特別永住者」が発生した経緯を概説する。
1895年の台湾編入や1910年の日韓併合により、台湾人や朝鮮人などは日本国籍となった。同じ「帝国臣民」ではあるが、内地戸籍にある内地人と台湾戸籍にある台湾人、朝鮮戸籍にある朝鮮人とでは戸籍の相互の移動は、原則として認められていなかった。内地人と台湾人、朝鮮人が同等に権利が認められいたかについては、制度ごとに扱いが異なり、例えば衆議院議員選挙の参政権については、属人的に台湾人、朝鮮人に対し否認されていたわけではなく、衆議院議員選挙法が台湾、韓国に施行されないことにより属地的に否認されており、従って内地人でも朝鮮に居住する場合は、衆議院議員選挙権がなく、逆に朝鮮人でも内地に居住すれば衆議院議員選挙権があった。
1945年、ポツダム宣言の受諾による日本敗戦と第二次世界大戦の終結により、在日旧植民地出身者が、1952年4月28日まで、法律上なお日本国籍を保持していたことに端を発する。
1945年（昭和20年）末からGHQ指令による非日本人の送還が始まり、12月には清瀬一郎らの主張により、戸籍法の適用を受けない者（旧植民地に戸籍法が適用されず、台湾戸籍又は朝鮮戸籍に掲載されていた。）の参政権を「当分ノ内停止」する内容の、衆議院議員選挙法改正法が制定された。同様の条文は、1946年に制定された参議院議員選挙法や東京都制・府県制・市制・町村制のそれぞれの一部を改正する法律や1947年制定の地方自治法にも同様の内容の規定が盛り込まれている。この「戸籍法の適用を受けない者の参政権を当分の間停止する」規定は現行の公職選挙法附則第2項や地方自治法附則第20条にほぼそのまま残っている。
終戦直後にはおよそ200万人の朝鮮人が居住していたとされるが、そのうちの150万人前後は1946年3月までに日本政府の手配で帰還している（うち、徴用で来日したものは245人が残留）。
1946年、GHQ・日本政府は植民地出身者を「日本国籍を保有するとみなされる」とし、地方の法律・規則に服すこと、1947年には、日本学校に通学することを義務づけ、これにより都道府県は、朝鮮学校閉鎖令を出したが、これに反発した在日朝鮮人が阪神教育事件（1948年）を起こしている。
1947年5月2日に、最後のポツダム勅令として制定された外国人登録令第11条により「台湾人のうち内務大臣の定める者及び朝鮮人は、この勅令の適用については、当分の間、これを外国人とみなす」とされ、これにより日本の居住する植民地出身者は外国人登録申請の義務が課せられた。また、外国人は、連合国軍総司令官の承認を受けて本邦に入る場合を除き、本邦に入ることが禁止された。ここでの本邦は、内務大臣の指定する地域を除くとされ、具体的には、 外國人登錄令施行規則（昭和22年内務省令第28号）により、朝鮮台湾等が、外国人登録令での本邦から除外された。その結果朝鮮半島から日本列島への移動は、原則禁止された。なお、外国人登録令は、基本的には外国人登録について規定するが、入国管理に関する法令で通常は規定する外国人の退去強制についての規定も含んでいる。
1948年、韓国・北朝鮮は、それぞれ連合国軍政から独立した。1948年4月3日に済州島四・三事件が起こり、在朝鮮アメリカ陸軍司令部軍政庁支配下にある南朝鮮（現在の大韓民国）政府が、島民の動きに南朝鮮労働党が関与しているとして、島民全人口の20%にあたる6万人を虐殺、島内の70%が焼き尽くされた。この事件に続いて同年10月19日、麗水・順天事件が起こり反乱軍のみならず8000人の民間住民が虐殺された。これらの虐殺事件の際にも、済州島や全羅南道から、多くの韓国人が日本に不法入国した（1955年までに1万2500人）。
これらの事件について、韓国政府は長い間タブー視し、事件の全容が明らかになったのは、民主化宣言後の1990年代以降である。但し、日本は1952年のサンフランシスコ平和条約発効まで、国際法上の朝鮮半島の領有権を喪失していなかったため、「不法入国」という表記は正しくないという説もあるが、既に朝鮮半島の実効支配権を失っており、またポツダム宣言には朝鮮の自由と独立などに言及したカイロ宣言の条項履行対象が記載されており、日本の朝鮮半島領有権喪失は既定路線となっていた。当時の日本国政府や新聞では、この時期に朝鮮半島から密航してくる者を「不法入国者」としており、日本政府も取締りを行っている。
1949年には、当時の吉田首相が、在日朝鮮人は100万人程おり、その半数は不法入国で、日本で犯罪を犯す者も多く、日本の復興に全く貢献していないので、「日本の経済復興の貢献する能力を有すると思われる朝鮮人」以外は、日本が費用を持つので母国たる朝鮮半島に帰還して欲しいという「在日朝鮮人に対する措置（1949年）」文書をマッカーサーへ提出している。
1950年6月から1953年7月にかけては、朝鮮戦争が勃発し、半島全土が荒れ地となる。
1952年、サンフランシスコ講和条約発効により日本が国家主権を回復すると、同時に日本領土の最終画定に伴う朝鮮の独立を承認した。これにともない日本政府は「朝鮮人は講和条約発効の日をもって日本国籍を喪失した外国人となる」という通達を出し、旧植民地出身者は名実共に日本国籍を失った。
日本国籍を失った在日韓国朝鮮人は法律で「在留資格及び在留期間が決定されるまでの間、引き続き在留資格を有することなく本邦に在留することができる」とされた。また韓国政府は、日本の要請があっても在日韓国・朝鮮人の送還を拒否している。
こうした終戦以降の一連の日本国政府の対応について、旧植民地出身者の国籍は『選択可能』にするのが、当時の国際基準であったにもかかわらず、通達によって一方的に国籍を剥奪した、都合良く「日本国籍保有者」「外国人」の扱いを使い分けた、と批判する研究者もいる。もっとも、この通達は国際的な承認を得たサンフランシスコ講和条約第2条（領土の放棄または信託統治への移管）に伴うものであると、最高裁判所で解釈されている。
なお、平和条約第11条に「日本国は、連合国軍戦争犯罪法廷の裁判を受諾し、日本国で拘禁されている日本国民にこれらの法廷が課した刑を執行するものとする」と定めていることから、巣鴨刑務所に戦犯として拘禁されていた29人の朝鮮人と1人の台湾人が「平和条約発効と同時に日本国籍を喪失したので、同条約11条にいう日本国民には該当せず、拘束を受けるべき法律上の根拠はない」として1952年6月14日に人身保護法による釈放請求裁判を提起したが、1952年7月30日に最高裁判所は「戦犯者として刑が科せられた当時日本国民であり、その後引き続き平和条約発効の直前まで日本国民として拘禁されていた者に対しては、日本国は平和条約第一一条により刑の執行の事務を負い、平和条約発効後における国籍の喪失または変更は、右義務に影響を及ぼさない」と判決が下され、刑期満了又は仮釈放まで服役することになった。
1955年、当時の小泉純也法務政務次官は国会において、在日朝鮮人らは、母国に帰りたいという者が一人もいないと言える状態で、一方半島からは手段・方法を選ばず、命がけでどんどん密航をしてきており、日本が彼らを強制送還をしようとしても、韓国政府はこれを受け入れない為、日本に入れっぱなし状態であり、朝鮮戦争で密航してきた者等を収容していた大村収容所も人員が一杯で、入国管理局だけでは手に負えない状況であることを答弁している。
また1959年の朝日新聞によれば、在日韓国・朝鮮人は日本政府や連合国の手配を拒んで自ら残留したものである。また同年には、朝鮮戦争にともない、日本でも北朝鮮政府支持者と韓国政府支持者との紛争が多発した（新潟日赤センター爆破未遂事件）。
1965年、日韓基本条約締結に伴い締結された在日韓国人の法的地位（協定永住）について定めた日韓両国政府間の協定（日韓法的地位協定）により、在日韓国人に「協定永住」という在留資格が認められた。これは国外退去に該当する事由が他の外国人と比べて大幅に緩和されたもので、資格は2代目まで継承できることとし、3代目以降については25年後に再協議することとした。
1977年からは在日本大韓民国民団(民団）主導で「差別撤廃・権益擁護運動」が開始され、在日韓国人の参政権獲得運動も始まった。当時、民団は「日本語を使い、日本の風習に従う社会同化は義務」としていた。
1991年、入管特例法により3代目以降にも同様の永住許可を行いつつ、同時に韓国人のみが対象となっていた協定永住が朝鮮籍、台湾籍の永住者も合わせて特別永住許可として一本化された。また、この時の「九一年日韓外相覚書」には「地方自治体選挙権については、大韓民国政府より要望が表明された」と明記された。
2012年に改正出入国管理法が制定されて外国人登録証明書は在留カードに代わったが、現在でも日本政府は朝鮮籍を「朝鮮半島出身者およびその子孫等で、韓国籍をはじめいずれかの国籍があることが確認されていない者」と定義している。

特別永住に関する事務や、特別永住者証明書を所持する者の住居地に係る届出等の事務は、地方自治法の第一号法定受託事務として、市町村長または特別区長が処理するとされ、手続きは市町村・特別区の役所の窓口で行う。

## 入管特例法以前の制度
入管特例法以前に存在した類似の制度があった。詳細は以下の通りである。
| 外国人登録の表記            | 制度開始日                    | 申請期限                        | 適用終了日         | 根拠法令 | 概要 |
| --------------------------- | ----------------------------- | ------------------------------- | ------------------ | --- | --- |
| 4-1-14                      | 1951年11月1日 (1952年4月28日) | 任意                            | 1990年5月31日      | 出入国管理令（昭和26年政令第319号）第4条第1項第14号 （1982年以降の題名は出入国管理及び難民認定法。以下同じ） | （一般永住許可） |
| 4-1-14                      | (1982年1月1日)                | 1986年12月31日 （一部例外あり） | 1990年5月31日      | 出入国管理及び難民認定法附則第7項 (出入国管理令の一部を改正する法律（昭和56年6月12日法律第85号）による改正後のもの） | 特例永住許可（法126-2-6など永住許可を持たない平和条約国籍離脱者とその直系子孫に特例で一般永住許可を与えるもの。1989年時点で27万人） |
| 法126-2-6                   | 1952年4月28日                 | 自動適用                        | 1991年10月31日     | ポツダム宣言の受諾に伴い発する命令に関する件に基く外務省関係諸命令の 措置に関する法律（昭和27年法律第126号）第2条第6項 | 1945年9月2日以前から日本に在留する者 その子で1952年4月28日午後10時半前までに日本で出生し在留する者 1989年時点で2万人                |
| 4-1-16-2                    | 1952年4月28日                 | 出生の日から30日以内 要期間更新 | 1990年5月31日      | 出入国管理令第4条第1項第16号 特定の在留資格及びその在留期間を定める省令（昭和27年外務省令第14号） 第1項第2号（1981年末まで） 出入国管理令施行規則（昭和56年法務省令第54号）第2条第2号 （1982年以降）                                                          | 上欄該当者の子 在留期間3年（更新手数料無料） 1982年に旧4-1-16-4を統合                                                               |
| （不詳）                    | 1953年12月25日                | 自動適用                        | 1991年10月31日     | 奄美群島の復帰に伴う法務省関係法令の適用の経過措置等に関する政令 （昭和28年政令第404号）第14条第2項 （1982年以降は第14条） | 1945年9月2日以前から奄美群島に在留する者 その子で1953年12月25日午前0時前までに奄美群島で出生し在留する者                            |
| 4-1-16-4                    | 1953年12月25日                | 出生の日から30日以内 要期間更新 | 1981年12月31日     | 出入国管理令第4条第1項第16号 特定の在留資格及びその在留期間を定める省令第1項第4号 | 上欄該当者の子 在留期間3年（更新手数料無料） 廃止時4-1-16-2に統合                                                                   |
| 協定永住                    | 1966年1月17日                 | 1971年1月16日 （一部例外あり）  | 1991年10月31日     | 日本国に居住する大韓民国国民の法的地位及び待遇に関する日本国と大韓民国との間の協定（昭和40年条約第28号）第1条 日本国に居住する大韓民国国民の法的地位及び待遇に関する日本国と大韓民国との間の協定の実施に伴う出入国管理特別法（昭和40年法律第146号）第1条第1項 | 1945年8月15日以前から日本に在留する大韓民国国民 その直系卑属で協定発効後5年以内に日本で出生した者 1989年時点で34万人                |
| 協定永住                    | 1966年1月17日                 | 出生の日から60日以内            | 1991年10月31日     | 日本国に居住する大韓民国国民の法的地位及び待遇に関する日本国と大韓民国との間の協定（昭和40年条約第28号）第1条 日本国に居住する大韓民国国民の法的地位及び待遇に関する日本国と大韓民国との間の協定の実施に伴う出入国管理特別法（昭和40年法律第146号）第1条第1項 | 上欄該当者の子で協定発効後5年経過以降に日本で出生した者                                                                             |
| 永住者                      | 1990年6月1日                  | 任意                            | （1991年10月31日） | 出入国管理及び難民認定法別表第2 | 旧4-1-14に相当 |
| 平和条約関連国籍 離脱者の子 | 1990年6月1日                  | 要期間更新                      | 1991年10月31日     | 出入国管理及び難民認定法別表第2 | 旧4-1-16-2に相当 在留期間3年（更新手数料無料）                                                                                      |
| 特別永住者                  | 1991年11月1日                 | 自動適用                        | （現行）           | 日本国との平和条約に基づき日本の国籍を離脱した者等の出入国管理に関する特例法（平成3年法律第71号）第3条 | 法定特別永住者 |
| 特別永住者                  | 1991年11月1日                 | 出生等の日から60日以内          | （現行）           | 同法第4条 | 特別永住許可 |
| 特別永住者                  | 1991年11月1日                 | 任意                            | （現行）           | 同法第5条 | 特別永住許可 |

- 制度開始日及び適用終了日のうち、丸括弧を付したものは、その在留資格等自体の創設・廃止ではなく一部の適用対象に限って運用が開始又は終了したことを示す。
- 根拠法令の条項はその当時のものであり、後の改正により現行の条項とは異なる場合がある。
- 平和条約国籍離脱者及びその子孫のうち、「法126-2-6」、「協定永住」、「永住者」又は「平和条約関連国籍離脱者の子」に該当する者は、特別永住者制度施行日（1991年11月1日）に「特別永住者」へ自動的に移行した（特例法第3条適用）。当該移行措置に昭和28年政令第404号第14条該当者に関する規定は含まれなかった（その時点で既に該当者が存在しなかったためと思われる）。

## 認定要件
特別永住者と認定されるには、次のいずれかの要件を満たすことが必要である。
1．平和条約国籍離脱者または平和条約国籍離脱者の子孫で1991年11月1日（入管法特例法施行日）現在で次の各号のいずれかに該当していること（特例法第3条）
（1）次のいずれかに該当すること
ア 旧昭和27年法律第126号第2条第6項の規定により在留する者（平和条約国籍離脱者として当分の間在留資格を有さなくても日本に在留することができるものとされた者）
イ 日本国に居住する大韓民国国民の法的地位及び待遇に関する日本国と大韓民国との間の協定の実施に伴う出入国管理特別法（旧日韓特別法。廃止）の規定により永住の許可（いわゆる協定永住）を受けている者
ウ 入管特別法改正前の入管法（以下「旧入管法」という）の規定に基づき永住者の在留資格を有して在留する者
（2）旧入管法に基づき平和条約関連国籍離脱者の子の在留資格をもって在留する者
2.平和条約国籍離脱者の子孫で出生その他の事由により上陸の手続を経ることなく日本に在留する者で、60日以内に市区町村長を通じて出入国在留管理長官に特別永住許可申請をして許可を受けた者（特例法第4条）

### 「平和条約国籍離脱者」及び「平和条約国籍離脱者の子孫」
特別永住者であるためには「平和条約国籍離脱者」又は「平和条約国籍離脱者の子孫」であることが前提要件とされ、具体的には1952年4月28日発効のサンフランシスコ講和条約により日本国籍を離脱したものとされた在日韓国・朝鮮人及び在日台湾人（朝鮮戸籍令及び台湾戸籍令の適用を受けていた者で1945年9月2日以前から日本の内地に継続して在留している者）が対象となる。日本国外に出国し在留の資格を喪失した者（一般には韓国・朝鮮民主主義人民共和国に帰国した者を指す）はここでいう「平和条約国籍離脱者」には該当しない。
1951年11月制定の入国管理法と同様のこの要件を、敗戦後一時帰国して再来日した者が対象にならないとして批判する研究者もいる。
「平和条約国籍離脱者の子孫」とは平和条約国籍離脱者の直系卑属で日本で出生しその後引き続き日本に在留する者であることが基本的要件となる。したがって、平和条約国籍離脱者の子孫であっても日本国外で出生した場合などは特別永住許可を得ることはできない。

## 通常永住権者との差異と特例措置
特別永住者は本人又は父母が日本国籍の保有者であったという歴史的経緯から、他の外国人（特に通常の永住者）と比べ、次のような特例処置を受ける。

### 退去強制条件の一部免除
特別永住者は、退去強制となる条件が他の外国人よりも限定される（特例法第22条）。具体的条件は次のとおり。
1. 内乱罪(付和随行を除く)、内乱予備罪、内乱陰謀罪、内乱等幇助罪、外患誘致罪、外患援助罪、それら未遂罪、予備罪、陰謀罪で禁錮刑以上に処せられた。（執行猶予が付いた場合は除く）
2. 外国国章損壊罪、私戦予備罪、私戦陰謀罪、中立命令違反罪で禁錮刑以上に処せられた。
3. 外国の元首、外交使節又はその公館に対しての犯罪で禁錮刑以上が処せられ、かつ法務大臣が（外務大臣と協議の上）日本の外交上の重大な利益が損なわれたと認定した。
4. 無期又は7年を超える懲役又は禁錮に処せられ、かつ法務大臣が日本の重大な利益が損ねられたと認定した。

特別永住者以外の外国人の退去強制手続が出入国管理及び難民認定法第24条に規定される退去強制事由（20項目以上）に基づくのに対し、特別永住者には同条は適用されず上記のような日本国の治安・利益にかかわる重大な事件を起こさない限り退去強制となることがない。
なお、実際に7年以上の懲役又は禁固刑に処せられた特別永住者は存在するが、法務大臣が日本の重大な利益が損ねられたと認定したことが無いため退去強制は行われたことはない。これをもって当該条項は死文化し、廃止すべきとの批判がある。しかし、重大事件の犯人自身が希望して韓国への永住帰国した結果として特別永住者としての在留資格が失効した例はある（殺人事件で無期懲役判決を受けて仮釈放された金嬉老、2つの経済事件で計13年半の懲役刑を受けて刑期途中で韓国に移送された許永中等）。

### 再入国許可関連
2007年11月20日以降、外国人は日本への入国（再入国を含む）の際に、顔画像と両手人差し指の指紋照合（J-BIS）を義務付けられるが（出入国管理及び難民認定法第6条第3項）、特別永住者は日本国籍保持者と同様に免除される。一方、韓国では17歳以上の外国人は指紋と顔写真を登録しなければ入国することが出来ない(指紋押捺拒否運動）。
また、その審査に当たっては通常の外国人には、上陸拒否事由に該当する場合は再入国許可が得られても上陸拒否されるが、特別永住者の場合は有効な旅券を有しているか否かのみが審査され（特例法第20条）、上陸拒否事由に該当したとしても再入国することができる。
また、通常の外国人の場合再入国の有効期限の上限が5年であるのに対し（出入国管理及び難民認定法第26条第3項）、特別永住者の上限は6年であり（特例法第23条1項）、再入国の許可を受けて出国した者について、当該許可の有効期間内に再入国することができない相当の理由があると認めるときは、その者の申請に基づき、1年を超えず、かつ、当該許可が効力を生じた日から7年を超えない範囲内（通常の外国人の場合は6年を超えない範囲）で有効期間の延長を認めることができる。
また、有効な旅券及び特別永住者証明書を所持して、日本から出国する者に適用される「みなし再入国許可」については、特別永住者以外の資格が1年間であるのに対し（出入国管理及び難民認定法第26条の2第2項）、特別永住者の場合は、有効期間2年間の「みなし再入国許可」があったものとみなされる（特例法第23条2項）。
日本国が国家承認していない、中華民国政府が発行する中華民国旅券については、中華人民共和国の地域の権限のある機関が発行した旅券に相当する文書として入管法2条5号ロ及び同法施行令1条により、有効な旅券とみなされ、同旅券を所持することにより、みなし再入国許可制度の適用を受けることができる。しかし、日本国が国家の承認をしていない、北朝鮮政府が発行する旅券については、有効な旅券として日本国は認めていないので、同旅券を所持していても「みなし再入国許可制度」の適用を受けることができない。

### 登録証明書携帯義務違反における罰則の特例
通常の外国人の場合、パスポートや在留カードを携帯していない場合、刑事罰として20万円以下の罰金に処せられる可能性があるが（出入国管理及び難民認定法第9章）、特別永住者に発行される「特別永住者登録証明書」には携帯の義務はない。しかし入国審査官、入国警備官、警察官、海上保安官その他法務省令で定める国又は地方公共団体の職員から提示を要求された場合は、保管場所まで同行するなどして提示することが必要となる。

### 雇用対策法に基づく届出義務適用除外
2007年10月1日から事業主は、雇用対策法に基づき外国人を雇用した場合及び離職した場合、公共職業安定所に対し届出義務があるが、特別永住者については外交・公用の在留資格を有する者とともに届出義務が課せられない。また、国または地方公共団体が外国人を雇用した場合も公共職業安定所にその旨通知する必要があるが、同様に特別永住者についてはその適用がない。

## 資格の喪失
特別永住者であっても、あらかじめ再入国許可を受けることなく日本から出国（いわゆる単純出国）したり、再入国許可の有効期限が消滅した後も日本国に入国しない場合は特別永住者資格を喪失する。喪失した場合は再び特別永住者資格を取得することはできない。これは、日本に継続して在留していることが特別永住者の要件であるところ、再入国許可を受けないまま出国した場合はその時点で、再入国の有効期間を過ぎてもなお日本に入国しない場合は出国した時点に遡って、いずれも特別永住者資格を喪失し、「継続して在留した」との要件を満たさなくなるためである。なお、再入国許可を得て出国しその有効期間内に再入国した場合は継続して日本に在留しているものとして扱われる（これは在留の資格に関する解釈便宜上に限った観念であって、時効の停止・税法の適用など他の法令の解釈には影響しない）。
特異な事例としては、一時的出国に際して再入国許可を申請したが、外国人登録原票への指紋押捺拒否等により同申請が不許可となり、にもかかわらず日本から出国したため協定永住資格を喪失し、再来時に当時の在留資格4-1-16-3（定住者に相当）を付与されたあと、行政訴訟等で制度の改善運動を行い、その結果、事後立法の入管特例法附則第6条の2により特別永住者資格とするとの「みなし規定」で資格が復活した例がある（崔善愛事件）。
資格の性質上、「条約に基づいて設けられた協定永住資格と、覚書に基づいて設けられた特別永住資格とでは重みが違う。将来的に日本政府が独断で特別永住者制度を改悪する可能性が残されている」という指摘もある。

## 実数

### 推移
| 年                 | 数      | 在日外国人 全体に占める割合 |
| ------------------ | ------- | --------------------------- |
| 平成 3年（1991年)  | 693,050 | 約57%                       |
| 平成 8年（1996年） | 554,032 | 約39%                       |
| 平成 9年（1997年） | 543,464 | 約37%                       |
| 平成10年（1998年） | 533,396 | 約35%                       |
| 平成11年（1999年） | 522,677 | 約34%                       |
| 平成12年（2000年） | 512,269 | 約30%                       |
| 平成13年（2001年） | 500,782 | 約28%                       |
| 平成14年（2002年） | 489,900 | 約26%                       |
| 平成15年（2003年） | 475,952 | 約25%                       |
| 平成16年（2004年） | 465,619 | 約24%                       |
| 平成17年（2005年） | 451,909 | 約22%                       |
| 平成18年（2006年） | 443,044 | 約21%                       |
| 平成19年（2007年） | 430,229 | 約20%                       |
| 平成20年（2008年） | 420,305 | 約19%                       |
| 平成21年（2009年） | 409,565 | 約19%                       |
| 平成22年（2010年） | 399,106 | 約19%                       |
| 平成23年（2011年） | 389,083 | 約19%                       |
| 平成24年（2012年） | 381,645 | 約19%                       |
| 平成25年（2013年） | 373,221 | 約18%                       |
| 平成26年（2014年） | 358,409 | 約17%                       |
| 平成27年（2015年） | 348,626 | 約16%                       |
| 平成28年（2016年） | 338,950 | 約14%                       |
| 平成29年（2017年） | 329,822 | 約13%                       |
| 平成30年（2018年） | 321,416 | 約12%                       |
| 令和元年（2019年)  | 312,501 | 約11%                       |
| 令和2年（2020年）  | 304,430 | 約11%                       |
| 令和3年 (2021年)   | 296,416 | 約11%                       |
| 令和4年 (2022年)   | 288,980 | 約9%                        |
| 令和5年(2023年)    | 281,218 | 約8%                        |
| 令和6年(2024年)    | 274,023 | 約7%                        |

令和6年（2024年）の年末時点の特別永住者の数は27万4023人で、福島県福島市の2025年2月1日時点の推定人口（27万1,018人）とほぼ同数。日本国に在留する外国人全体（約374万人）の中で7.3%を占める。減少の原因として、帰化や少子高齢化などが考えられる。
特別永住者の国籍内訳・在日外国人における割合
特別永住者の国籍のうち、韓国・朝鮮は99%、中国、台湾等その他は1%程度である。平成19年（2007年）末に初めて一般永住者の数を特別永住者数が下回った、更に2018年には留学、技能実習よりも下回った。2024年末時点では7番目の在留資格である。
特別永住者は韓国・朝鮮が99%を占めるのに対し、一般永住者は中国、フィリピン、ブラジル、韓国の上位4国で3分の2を占める。

### 特別永住者の都道府県別分布
| 都道府県   | 人数   | 構成比 |
| ---------- | ------ | ------ |
| 大阪府     | 69,484 | 25.4%  |
| 東京都     | 38,471 | 14.1%  |
| 兵庫県     | 32,443 | 11.8%  |
| 愛知県     | 21,525 | 7.9%   |
| 京都府     | 18,281 | 6.7%   |
| 神奈川県   | 15,309 | 5.6%   |
| 福岡県     | 10,166 | 3.7%   |
| 埼玉県     | 7,982  | 2.9%   |
| 千葉県     | 6,886  | 2.4%   |
| 広島県     | 5,840  | 2.1%   |
| 山口県     | 4,261  | 1.6%   |
| 岡山県     | 3,729  | 1.4%   |
| 三重県     | 3,307  | 1.2%   |
| 滋賀県     | 3,238  | 1.2%   |
| 岐阜県     | 3,003  | 1.1%   |
| 静岡県     | 2,703  | 1.0%   |
| 北海道     | 2,712  | 1.0%   |
| 奈良県     | 2,546  | 0.9%   |
| 茨城県     | 1,973  | 0.7%   |
| 長野県     | 1,802  | 0.7%   |
| 宮城県     | 1,565  | 0.6%   |
| 福井県     | 1,551  | 0.6%   |
| 和歌山県   | 1,465  | 0.5%   |
| 群馬県     | 1,322  | 0.5%   |
| 栃木県     | 1,239  | 0.4%   |
| 石川県     | 1,006  | 0.4%   |
| その他の県 | 10,214 |        |

特別永住者は三大都市圏の10都府県に集中しているのが特徴で、近畿圏（大阪・兵庫・京都の3府県）に45%、首都圏（東京・神奈川・埼玉・千葉の4都県）に22%、中京圏（愛知・三重・岐阜の3県）に10%が居住している。合わせると実に77%、3分の2超がこれらの地域に集中している。

## 戦後密入国の保有者
上記のように、特別永住者資格の法律では、対象者は戦前から昭和二十年九月二日以前時点で日本列島(内地)に居住していたかつて日本国籍だった人々で、サンフランシスコ講和条約により日本国籍を失った人、それと彼らの直系卑属かつ日本出生で居住継続者あることが前提要件となっている。しかし、実際には戦後、1948年済州島四・三事件や1950年朝鮮戦争などから逃れるため、生活の糧を求めて稼ぐため、日本の学校で学ぶために、中には政治的目的のために、数多くの韓国・朝鮮人が日本へ密航し、日本国内の戦後の混乱に乗じて永住権（のちの特別永住資格）を得た。　
戦前時点では朝鮮半島に居住しており、戦後に初来日して特別永住権を獲得した者の例としては、2001年に帰化した元特別永住資格者（元在日韓国人）のマルハン韓昌祐会長が、戦後の1945年10月21日に日本列島への密航船に乗り込み、同年10月22日に山口県下関市から日本へ密入国している。密航の理由について、出稼ぎのためにしたと語っている。特別永住資格者（在日韓国人3世）の俳優チョウ・ソンハは、「韓国の済州島出身の祖父は、戦後、大学で学ぶために日本に来た在日1世でした」と語っている。
戦後済州島を経由して瀬戸内海に入り、1948年6月18日に広島県の尾道から日本国へ密入国した朴庸坤は、当時の日本は密入国への警戒が緩く、一切怪しまれなかったと述べている。朴は、戦争終結時点で日本列島(内地)に住んでいた朝鮮人のうち、約200万人中約140万人が朝鮮半島に(一度は)帰国したと語っている。後の「在日朝鮮・韓国人」という存在は、一度も帰国しなかった朝鮮系日本人(本来の特別永住資格者対象者)、戦後の朝鮮半島生活体験後に日本へ密入国者(本来は資格喪失者)、朴のような戦後に日本列島へ密入国者(資格対象外者)、これら三種の朝鮮人らで形成されたと述べている。日本の行政機関も戦後は混乱しており、朴が外国人登録を行ったとき、「戦前から親類方に住んでいた」と虚偽申告しても、役所側は調査しなかったのか容易に受理されたと述べている。
また、1950年6月28日の産業経済新聞朝刊では「終戦後、我国に不法入国した朝鮮人の総延人員は約20万から40万と推定され、在日朝鮮人推定80万人の中の半分をしめているといわれる」としている。更に、日本への密航船の監視は海上保安庁が当たっているが、敗戦国となった影響のために武装できない一方で、密航船側は武装していること、密航船の2割ほどしか検挙できていないこと、密入国してきた朝鮮人は外国人登録証明を暴力と買収で得て、それがそのまま合法化となっている現状を報じた。西岡力は70万人（2000年時）の在日韓国・朝鮮人のうち26パーセントにあたる18万人が、戦後に日本に密入国して特別永住資格を得た者であると述べている。
少数ではあるが、台湾(中華民国)・中華人民共和国から戦後に日本へ密航してきた者も存在した。

## 特別永住者の国籍
- 元々、平和条約国籍離脱者が韓国・朝鮮人、台湾人のみであったため、「平和条約国籍離脱者」及び「平和条約国籍離脱者の子孫」である特別永住者にも、その3つの国籍が非常に多い。両親の国籍が日本以外の別々の国である場合、成人した子供が韓国・朝鮮、台湾以外の方の国籍を選択することがある。そのことにかかわらず、両親の一方が特別永住者であった場合、特別永住許可を申請できる。
- 朝鮮半島や台湾から、第二次世界大戦時に移住してきた人々やその子孫で現在も日本国籍を取得していない、いわゆる「特別永住者」の人口は、2024年末時点で274,023人（韓国・朝鮮 270,560人、台湾 1,013人、アメリカ 881人、中国 644人 その他）である。また特別永住者とは別に「永住者」の在留資格を持つ在日外国人の人口は、2024年12月末時点で918,116人である[5]。
- 日本国籍を有していないため、日本国旅券が発行されない。そのため、海外旅行には日本国政府発行の「再入国許可書」が必要になり、国家の発行したパスポートでもないので、渡航先の国家による出入国管理は、別室で身元審査など出入国に困難が伴う。

## 特別永住者の参政権問題
日本における永住外国人参政権問題については、参政権を与えるべきか、一般永住者と特別永住者両方に与えるべきかなどが争点になっている。また、特別永住者たる資格要件(戦前から日本に居住していた外国人)を満たさない不正資格者(密入国者)の問題もある。また外国人参政権は憲法違反であるため改憲が必要となり、安全保障上支障があるとも指摘される。
また民団をはじめ在日韓国人の運動によって、韓国政府も日本政府に公式に参政権付与を要求している。これを受けて民主党は参政権付与を公約とした。これに対して憲法学の長尾一紘は、韓国人は韓国の憲法によって韓国への忠誠が要求されていること、二重参政権の問題、韓国人の半数が対馬は韓国領土と考えていることなどから、参政権が付与された場合、対馬が日韓の外交問題(領有権問題)となることが予期され、日本の安全保障上重大な問題であること、また、民団は韓国政府によって運営されているため、民主党の同団体への外国人参政権付与の公約は、外国政府への公約となっており民主党の進める外国人参政権法案は国家意識を欠如させた危険なものであるとして批判した。また参政権付与の根拠として菅直人首相も挙げた最高裁判決傍論を作成した元最高裁判事園部逸夫も、民主党の法案に対して、「ありえない」と批判。「移住して10年、20年住んだからといって即、選挙権を与えるということはまったく考えてなかった。判決とは怖いもので、独り歩きではないが勝手に人に動かされる。」と自身の行動を反省しながら、述べている。

### 特別永住者と外国人参政権に関する歴史

#### 「外地」における住民の法的地位と参政権
1895年（明治28年）に日清戦争で勝利した日本は、台湾を清から割譲。1905年（明治38年）に日露戦争後、ロシアから樺太の南半分を獲得、1910年（明治43年）に日韓併合条約を締結して、先の二つの戦争のそもそもの原因であった朝鮮半島の併合を成し遂げた（韓国併合）。これらの地域は外地と呼ばれ、日本の領土として、太平洋戦争で日本が敗北する1945年まで統治された。日本はこれらの地域に住む多様な民族を包含する多民族国家となった。
これらの植民地に元から住んでいた住民は、大日本帝国臣民（日本国民）とされ日本国籍を持った。ただし戸籍については日本人と区別され、植民地ごとに別の戸籍が作られて戸籍法の適用を受けなかった。外地出身の家系であれば内地で生まれても、婚姻等でもない限り内地へ転籍できず外地の戸籍に入籍した。住民には帝国臣民として日本民族に同化させる政策が朝鮮人などからの要望もありとられた。その後日中戦争が勃発し、戦時体制が固められていく中で、創氏改名や日本語教育、神社参拝などの皇民化政策が推し進められ、同化政策は強化。
台湾、樺太、朝鮮についてはそれぞれ、台湾ニ施行スヘキ法令ニ関スル法律、樺太ニ施行スヘキ法令ニ関スル法律、朝鮮ニ施行スヘキ法令ニ関スル法律が制定され、これらの法律では、勅令で定めることで内地に施行される法律の全部または一部を台湾、樺太、朝鮮にも施行できるとされた。また、台湾と朝鮮では、それぞれ固有の民族や文化に適応した統治を行うために、前述の法律により、台湾総督と朝鮮総督に対して、立法に関する帝国議会の権限が委任された。その結果、内地では帝国議会の協賛による法律で規定しなければならない事項は、総督の命令のうち勅裁（天皇の裁可）を得たもの（台湾総督のものは律令（りつれい）、朝鮮総督のものは制令という。）で、帝国議会の協賛なしに規定できるとされた。樺太は、内地からの移住者が多かったため、立法権の委任はされず、勅令で特例を規定できるとされるのみで、内地の法律が原則適用された（1943年に内地に編入）。
外地地域には衆議院議員選挙の選挙区が設置されなかった。つまり植民地住民は、立法に関与する帝国議会議員や総督の選定に容喙できず、道会、州会等の地方議会選挙を通じて民意を表明しうるにすぎなかった。これはこの地域に住む日本人も同様であった。ただし台湾人、朝鮮人であっても、内地に移住した場合は当然に衆議院議員や内地の地方議会選挙で選挙権を行使できた。
なお選挙を要しない貴族院では、朝鮮人、台湾人も議員に任命されていた。
被選挙権については、選挙区への居住が条件づけられていないため、内地の選挙区を選んで出馬することは出来た。ただし外地に居住する台湾人、朝鮮人で実際に出馬した例はなかった。

#### 内地の参政権
内地では1912年に沖縄県（先島諸島を除く）が、1920年に先島諸島がそれぞれ選挙区に加わり、小笠原諸島や千島列島を除くほぼ全土にわたって帝国議会の議席が与えられた。1925年（大正14年）に施行された普通選挙法によって、25歳以上の男子で内地に居住する帝国臣民は納税額に関わらず参政権が認められた。ただし貧困により扶助を受けている者や、6か月以上一定の市町村に居住していない者には認められなかった。日本の有権者は1240万人へと増加した。居住条件が台湾人や朝鮮人には不利であったが、内地への移住者が増加するに伴って有権者の数も増加した。
1932年（昭和7年）には朝鮮人の朴春琴が衆議院議員選挙で東京4区から出馬して当選を果たした。外地出身者で立候補した者は他にもいたが衆議院議員になったのは朴春琴だけである。朴春琴は1937年（昭和12年）に再選したが以後は落選。
このほか地方議会でも1932年（昭和7年）に朝鮮人の朴柄仁が尼崎市会議員選挙で当選するなど外地出身者で当選を果たした者もいた。1940年（昭和15年）に創氏改名令が施行されたが選挙は戸籍名で行われ、候補者はたとえば朝鮮人であれば朝鮮名を名乗って出馬した。1930年（昭和5年）からはハングルでの投票も有効とされた。

#### 戦時中
1938年（昭和13年）に国家総動員法が制定され、政府は内地外地ともに労働力や物資を統制下に置き、動員や調達が出来るようになった。内地ではさらに徴兵令から改定された兵役法や国民徴用令が発動されていたが、戦況の悪化とともに日本人だけでは兵員や労働者が不足するようになり、それぞれ外地でも適用されるようになった。兵役法は戸籍法の適用を受ける日本国民男性を徴集の対象としていたため、戸籍法の適用を受けない植民地住民は対象となっていなかった。1943年（昭和18年）に政府は兵役法を改定し「戸籍法の適用を受ける者」の部分を削除し、植民地住民の徴兵を可能とした。
台湾では徴兵制は1945年（昭和20年）から、国民徴用令は日本と同じく1939年（昭和14年）から適用された。朝鮮では徴兵制は1944年（昭和19年）から、徴用については1939年（昭和14年）に「募集」、1942年（昭和17年）からは官斡旋と形態を変えて動員が図られ、1944年（昭和19年）に国民徴用令が正式に適用された。これにより多くの人が動員され、日本内地への移住や戦地への赴任を余儀なくされた。
徴兵や徴用の見返りに、1945年（昭和20年）4月1日に改正が公布された衆議院議員選挙法によって台湾と朝鮮にも帝国議会の議席を与えるものとされたが、施行されないまま敗戦を迎えたので、結果として議席は一度も割り当てられていない。なおこの改正案でも、有権者は1年以上直接国税15円以上の納税という制限が課されており普通選挙ではなかった。また議席数は、衆議院の定数466に対し台湾5名、朝鮮22名とされた。また1943年（昭和18年）に内地に編入された樺太でも同時に3名の議席が認められた。
貴族院でも台湾と朝鮮から勅選議員を選出することが決められ、両地域から合わせて10名の議員が選出された（なお、朝鮮・台湾勅選議員の資格は1946年7月4日に消滅している）。⇒ 「貴族院」の項目中の朝鮮勅選議員・台湾勅選議員も参照。
戦後、連合軍占領下にあった日本政府は、戦争終結の平和条約を締結するまではこれらの人々について日本国籍を保持するとした。連合軍総司令部もそれを支持し、さらに旧植民地に正式に承認された国家が成立するまでは日本国籍を持つものとするとの考えを示した。1945年（昭和20年）10月23日に政府は、内地在住の台湾人と朝鮮人の参政権保持を認めることを閣議決定した。しかし、同年12月17日に改定された衆議院議員選挙法の附則では「戸籍法の適用を受けない者」の参政権を当分の間停止すると定め、旧植民地人の参政権を停止した。内地在住の台湾人と朝鮮人の参政権を停止する衆議院議員選挙法改正案が審議されていた1945年12月上旬に、日本共産党第四回党大会で中央委員に選出された金天海は「我々は選挙権被選挙権を要求し、これを天皇制打倒と人民共和政府の樹立のために行使しなければならない」と述べている。
1945年（昭和20年）末からGHQ指令による非日本人の送還が始まる。
1947年（昭和22年）5月には外国人登録令によって、台湾人のうち内務大臣の定める者及び朝鮮人は勅令適用において外国人としての登録を義務づけた。1948年に朝鮮半島が南北に分裂、のち朝鮮戦争にいたる。また内戦を経て中国共産党は1949年10月中華人民共和国を建国、12月に国民党が中華民国国民政府を台北に移転した。
1951年（昭和26年）9月8日、日本はサンフランシスコ講和会議に全権を派遣して平和条約に調印、同条約は翌年4月28日に発効し、日本が連合軍の占領から解かれ、また正式に台湾や朝鮮などの植民地と、千島列島や南樺太など内地の一部に関する権利を放棄することが決定した。以後、韓国政府は在日朝鮮人の引き取りを拒否するようになった。一方、北朝鮮は在日朝鮮人の帰還を受け入れることを表明し帰還を呼びかけたが、韓国政府は日本に工作員を送りこみテロ活動によって帰還を阻止するために新潟日赤センター爆破未遂事件を起こし、韓国政府の意向を受けた在日本大韓民国民団は帰還阻止活動を行った。

#### 法務府民事局通達と外国人登録法
発効の直前、1952年（昭和27年）4月19日に法務府民事局長が通達を出し、「平和条約の発効に伴う朝鮮人台湾人等に関する国籍及び戸籍事務の処理について」によって在日台湾人及び朝鮮人は一律に日本国籍を喪失することとなった。平和条約にはこれらの人の国籍に関する明文はなかったが、政府は戸籍法を基準として、内地に戸籍の無い住民は全て日本国籍を喪失するとした。台湾については、1952年4月28日に日本が中華民国国民政府と調印し、8月5日に発効した日華平和条約をもって台湾人は日本国籍を喪失したとされた。
これら決定に至る過程で、日本政府内には当初旧植民地人に対して国籍選択権を与える考えがあったことも指摘されている。また一方で、たとえば当時の韓国政府は韓国併合以前の条約は全て無効であるとの立場をとっており、日本に在住する韓国人（朝鮮人）については、そもそも日本国民ではなく、大韓民国樹立によって日本国籍とされていたものから離脱し韓国国籍を回復した、とする「在日韓国人の法的地位に関する見解」を連合軍総司令部に伝えていた。
平和条約発効の同日、外国人登録法が制定された。日本政府は在日台湾人及び在日朝鮮人に対して国籍選択権を与えないことを決め、彼らは日本国籍を失い、外国人として日本で暮らすことになった。在日台湾人及び在日朝鮮人が日本国籍を望む場合は国籍法に基づき帰化をする必要があるが、その場合は一般の外国人と同様に法律で定められた一定の条件を満たした上で帰化裁量権を持つ日本政府によって帰化されなければならなかった（内地人として生まれた後で朝鮮人又は台湾人との婚姻、養子縁組等の身分行為により内地の戸籍から除籍させられた平和条約国籍離脱者は、国籍法第5条第2号の「日本国民であった者」及び第6条第4号の「日本の国籍を失った者」に該当するとされ、帰化条件が有利になった）。

#### それ以後の特例措置
日本国籍を喪失した旧植民地人は、参政権をはじめ国民年金や国民健康保険などの日本で生活する社会的権利が与えられなかった。彼らにとって、日本国民として日本人とほぼ同等であった戦前とは逆に、戦後は他の外国人と同様の扱いとなった。その後、徐々に旧植民地出身の外国人には特例がなされるようになった。1960年代の後半から国民健康保険制度が、1980年代には国民年金制度が適用されるようになった。
1991年（平成3年）に、出入国管理及び難民認定法（入管法）の特例として施行された法律（入管特例法）で、戦前から定住する旧植民地人（いわゆる平和条約国籍離脱者）とその子孫は特別永住者となった。これらの人々には、日本国民と同等の社会的権利の多くが認められるようになったが、参政権については国政選挙、地方選挙に関わらず認められていない。

#### 批判と争点
以下、主な見解を記す。ただし、以下の見解に関しては、どの立場に立ったものかが不明なので、検証する必要がある。
- 選挙権を与えるのではなく、帰化手続きを簡易にし、日本国籍を取得を促せば良い。(2003年から帰化の動機書が不要になるなど、特別永住者の帰化申請手続きは年々容易になっている)。
- 日本で生まれた者は自動的に日本国民となる生地主義を導入するべき。
- 特別永住者資格は、他の在日外国人の在留資格と比較すると相対的に優遇されている。